# Ухотићи (Горажде)
Ухотићи је насељено мјесто у граду Горажду, Босна и Херцеговина.

## Становништво
|         | 2013.      | 1991.        | 1981.        | 1971.        |
| Укупно  | 4 (100,0%) | 32 (100,0%)  | 44 (100,0%)  | 78 (100,0%)  |
| Бошњаци | 2 (50,00%) | 21 (65,63%)1 | 26 (59,09%)1 | 39 (50,00%)1 |
| Срби    | 2 (50,00%) | 11 (34,38%)  | 18 (40,91%)  | 39 (50,00%)  |

1. 1 На пописима од 1971. до 1991. Бошњаци су пописивани углавном као Муслимани.